# دوجینش ارزان‌تر است ۲
دوجینش ارزان‌تر است ۲ (به انگلیسی: Cheaper by the Dozen 2) یک فیلم کمدی به کارگردانی آدام شنکمن است که در سال ۲۰۰۵ انتشار یافت.
این فیلم، دنباله فیلم دوجینش ارزان‌تر است است.

## بازیگران
- استیو مارتین
- بانی هانت
- پایپر پرابو
- تام ولینگ
- هیلاری داف
- کوین اشمیت
- جیکوب اسمیت
- آلیسون استونر
- فارست لندیس
- لیلیانا مومی
- بلیک وودراف
- جاناتان بنت
- یوجین لوی
- کارمن الکترا
- جیمی کینگ
- رابی امل
- تیلور لاتنر
- پیتر کلگان